# Kreypau
Kreypau ist ein Ortsteil der Stadt Leuna im Saalekreis in Sachsen-Anhalt (Deutschland). Zu Kreypau gehören die Orte Wölkau und Wüsteneutzsch.

## Geografie
Kreypau liegt zwischen Leuna und Leipzig östlich der Saale.

## Geschichte

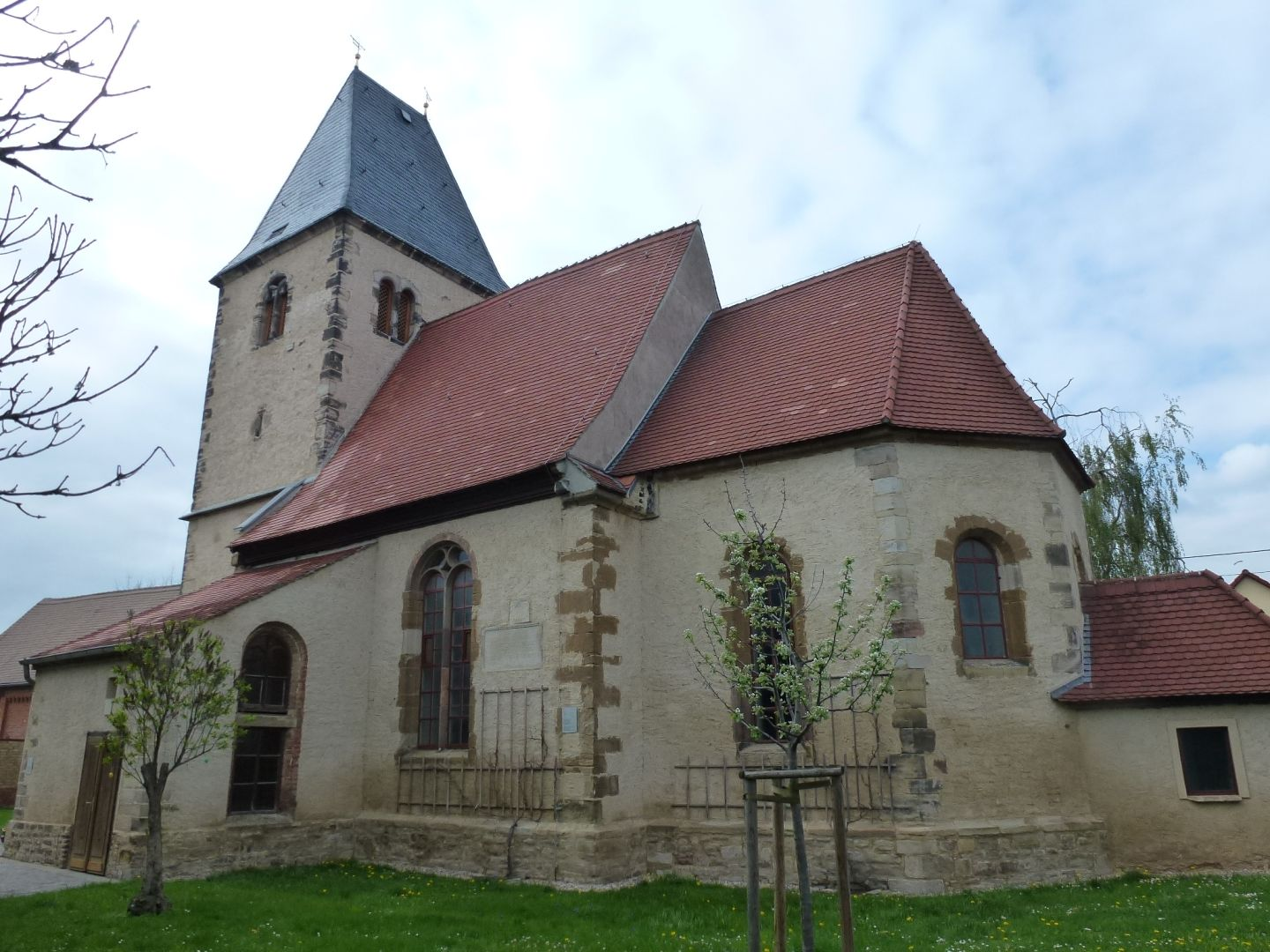
Kirche in Kreypau

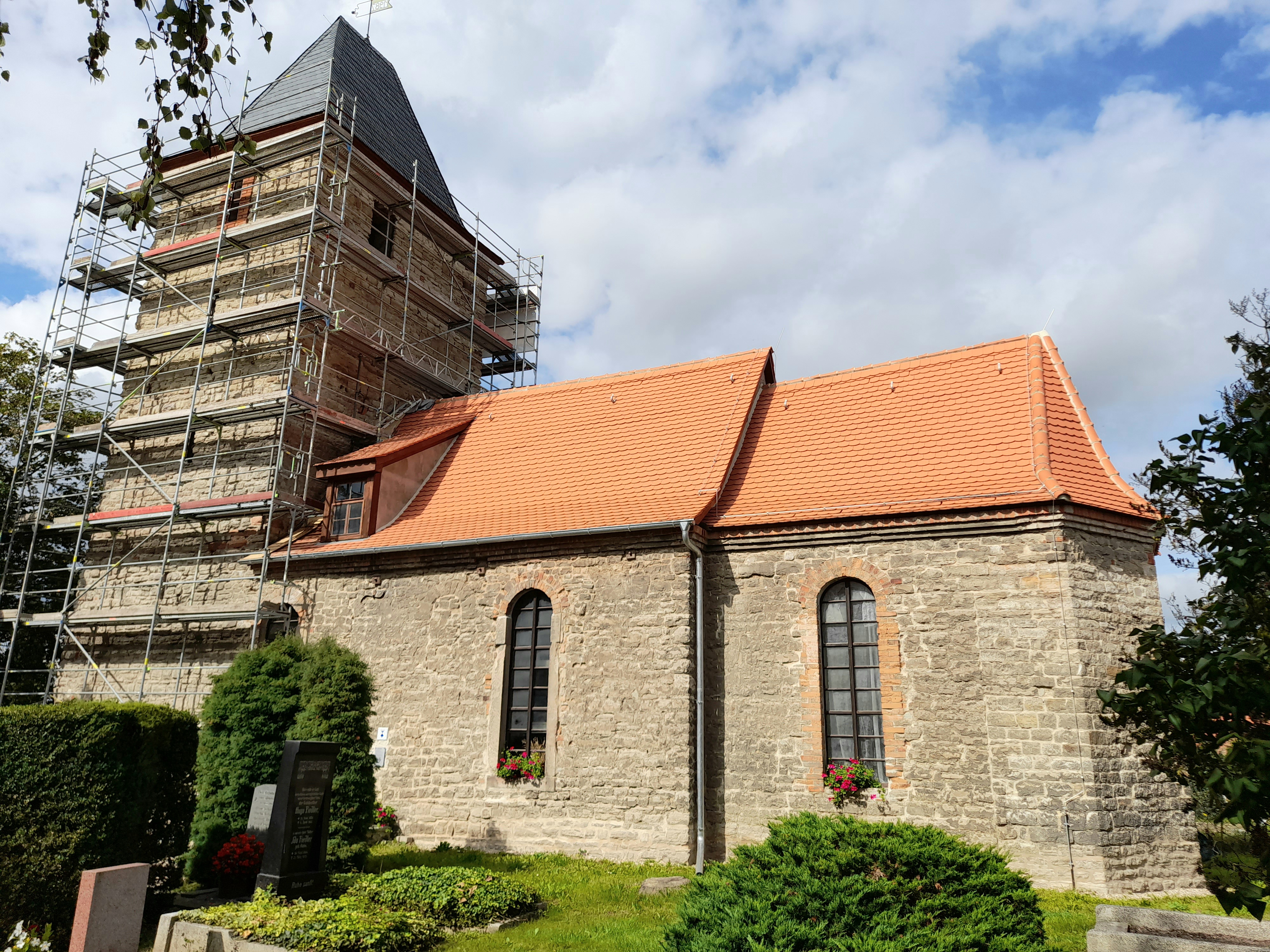
Dorfkirche Wölkau, September 2021

Kreypau war ein kleines Bauerndorf, dessen Bevölkerung sich in den zurückliegenden Jahrhunderten vorwiegend von der Landwirtschaft ernährte. Die Kreypauer Kirche wurde 1550/51 erbaut, der Turm schon 1530; Reste des romanischen Vorgängerbaus sind vorhanden. Die Dorfkirche Wölkau wurde seit 1996 nicht mehr genutzt. 2018/2019 begannen umfangreiche Sanierungen, sodass im September 2020 die Kirche der Öffentlichkeit wieder übergeben werden konnte.
Kreypau und seine heutigen Ortsteile Wölkau und Wüsteneutzsch gehörten bis 1815 zum hochstiftlich-merseburgischen Amt Merseburg, das seit 1561 unter kursächsischer Hoheit stand und zwischen 1656/57 und 1738 zum Sekundogenitur-Fürstentum Sachsen-Merseburg gehörte. Durch die Beschlüsse des Wiener Kongresses kamen die Orte im Jahr 1815 zu Preußen und wurden 1816 dem Kreis Merseburg im
Regierungsbezirk Merseburg der Provinz Sachsen zugeteilt.
1870 wurde die Saale bei Kreypau begradigt, die ehemalige Flussschleife umschließt einen kleinen Auwald. Im Jahre 1871 wurde in Kreypau, wie in vielen anderen deutschen Städten und Gemeinden nach dem Deutsch-Französischen Krieg, eine sogenannte „Friedenseiche“ gepflanzt. Am 3. Oktober 1990, dem Tag der Wiedervereinigung Deutschlands, wurden in den Nachbardörfern ebenfalls Eichen gepflanzt.
Am 1. Juli 1950 wurden Trebnitz, Wölkau und Wüsteneutzsch nach Kreypau eingemeindet.
Von 2006 bis 2009 gehörte Kreypau zur Verwaltungsgemeinschaft Leuna-Kötzschau. Bis zum 30. Dezember 2009 war Kreypau eine selbständige Gemeinde mit den zugehörigen Ortsteilen Kreypau, Wüsteneutzsch und Wölkau; bis 2003 gehörte auch Trebnitz, jetzt Ortsteil von Merseburg, dazu. Letzter Bürgermeister war Peter Engel. Am 31. Dezember 2009 wurde Kreypau in die Stadt Leuna eingemeindet.

## Wappen
Blasonierung: „In Gold vier grüne Eichenblätter im Vierpass, darunter eine grüne gestürzte Eichel.“
Es war Beschluss der Gemeinde Kreypau, die schon Anfang des 20. Jahrhunderts im Bildsiegel von zwei der o. g. Gemeinden geführte Eiche symbolisch in das neu zu schaffende Wappen aufzunehmen. Anknüpfend an die vier Ortsteile wurden vier Eichenblätter gewählt, unter die eine Eichel gesetzt wurde.
Das Wappen wurde 1999 vom Magdeburger Kommunalheraldiker Jörg Mantzsch gestaltet.

## Verkehrsanbindung

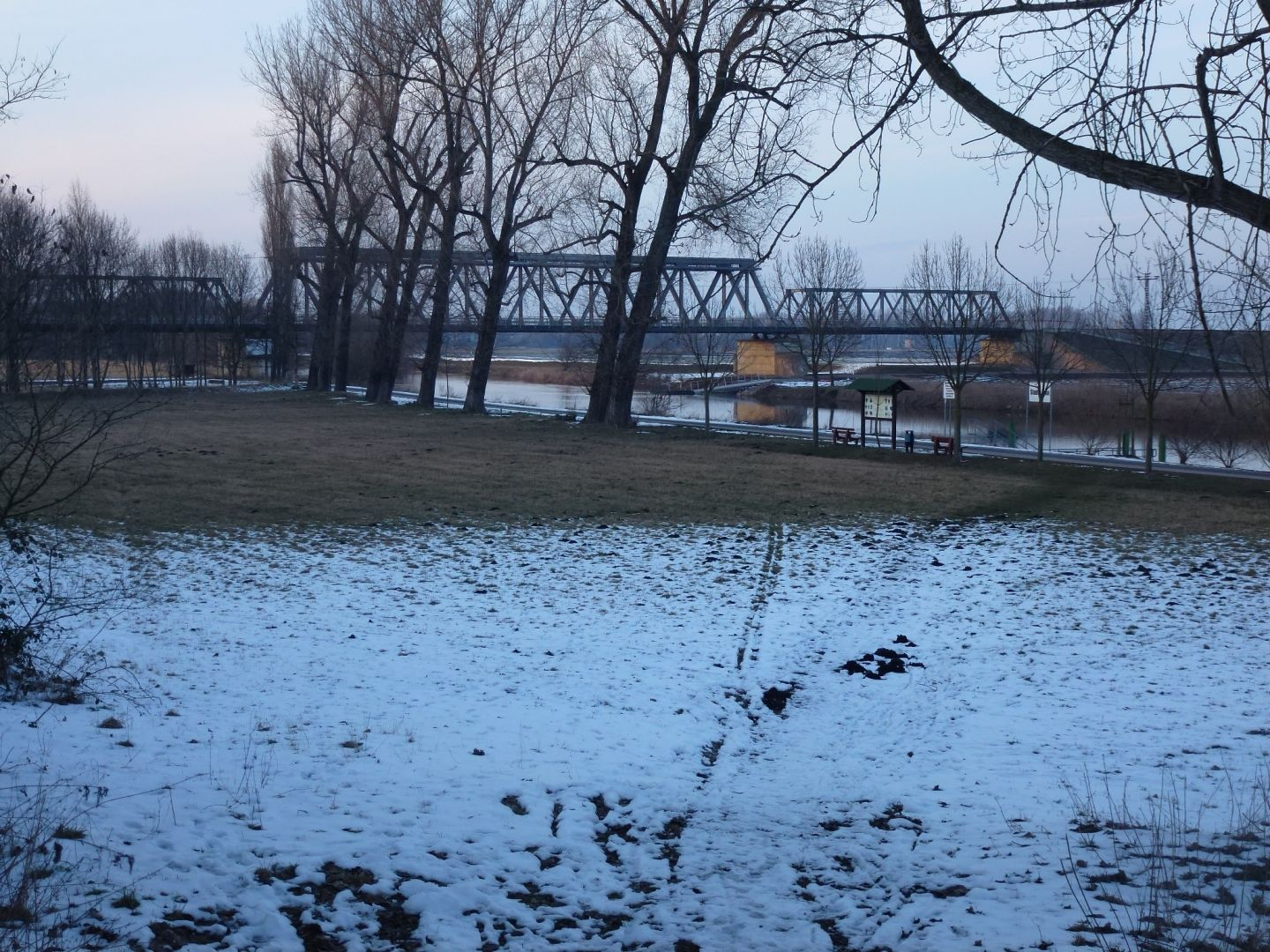
Eisenbahnbrücke nördlich von Kreypau über die Saale

Nördlich von Kreypau verläuft die Bundesstraße 181 von Merseburg nach Leipzig.
Auch verkehren dort die Buslinien der PNVG. Die Linie 737 bedient den Abschnitt zwischen Merseburg, Bad Dürrenberg und Günthersdorf, während die Buslinie 742 die Städte Merseburg, Bad Dürrenberg und Lützen miteinander verbindet.
Die nächsten Brücken für Autos über die Saale gibt es in Merseburg und Bad Dürrenberg. Früher gab es eine Fähre von Kreypau nach Leuna. Fußgänger und Radfahrer können die Eisenbahnbrücke der ehemaligen Bahnstrecke Merseburg–Leipzig (Verkehr 1998 eingestellt) zum Überqueren der Saale nutzen.
Etwa zwei Kilometer westlich von Wüsteneutzsch sollte der Saale-Elster-Kanal in die Saale münden, der Bau wurde 1943 kriegsbedingt eingestellt. Ein markantes Überbleibsel ist die Schleusenruine Wüsteneutzsch.

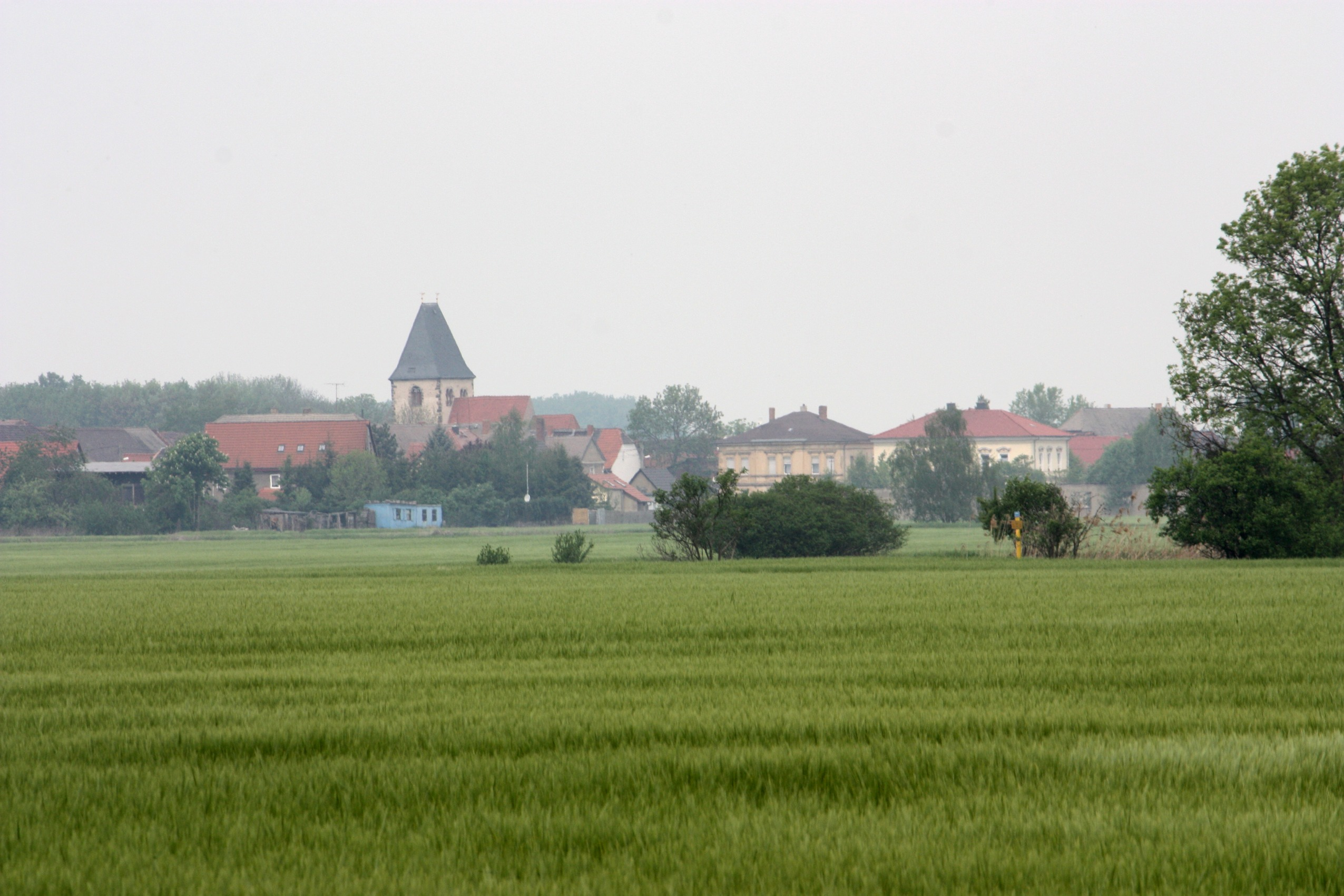
Blick zum Dorf Kreypau
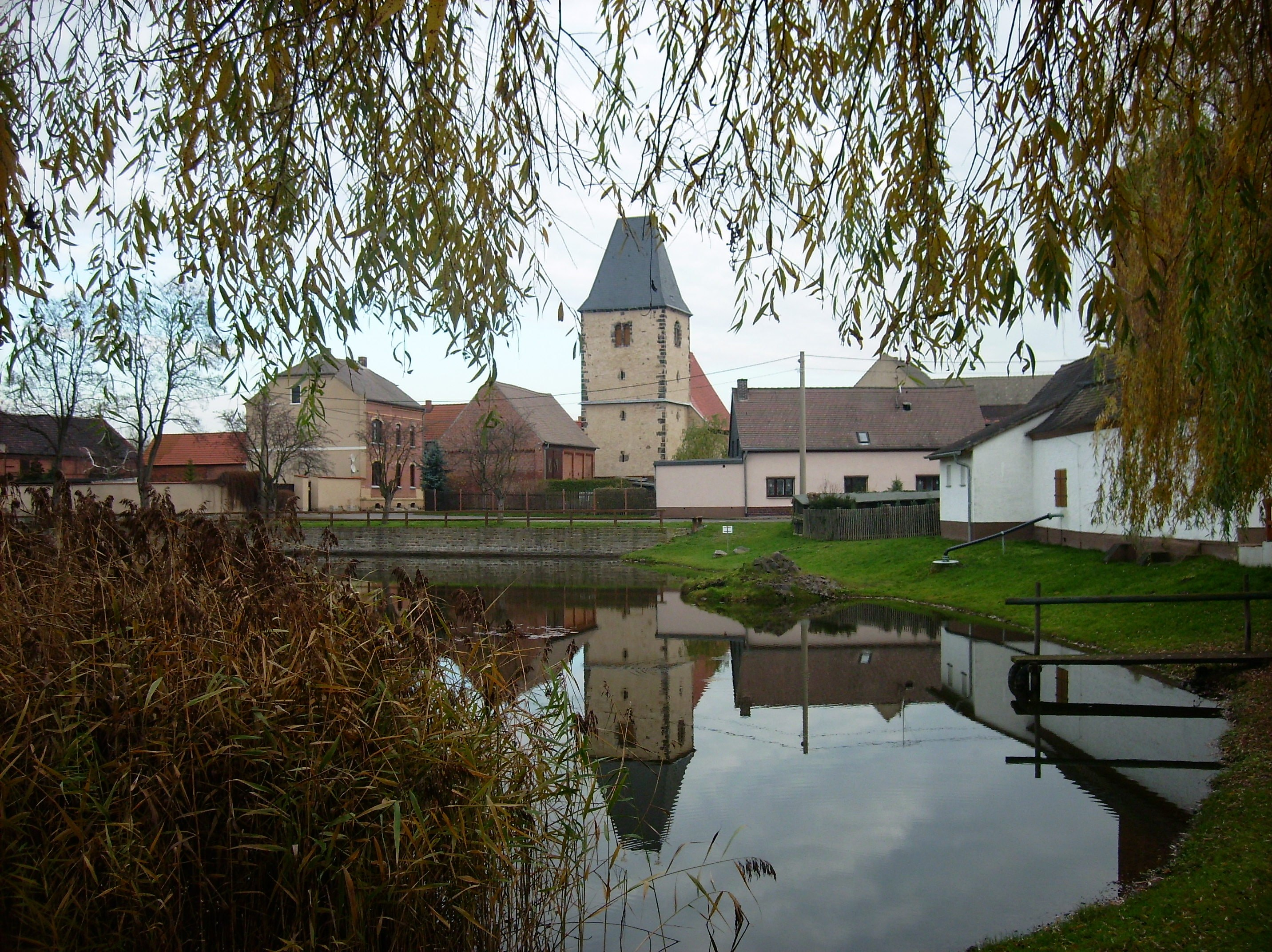
Teich und Kirche in Kreypau
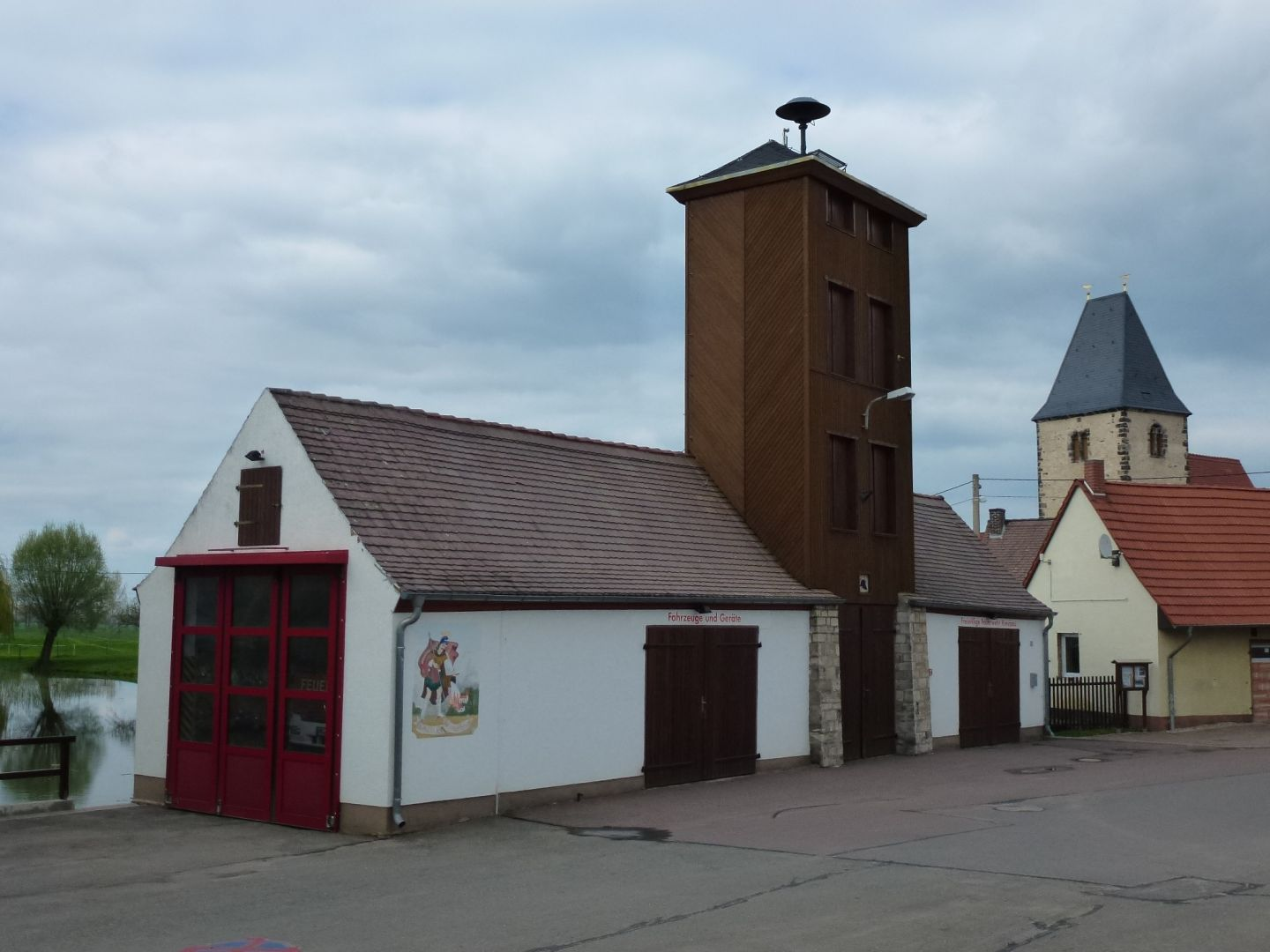
Feuerwehrhaus in Kreypau
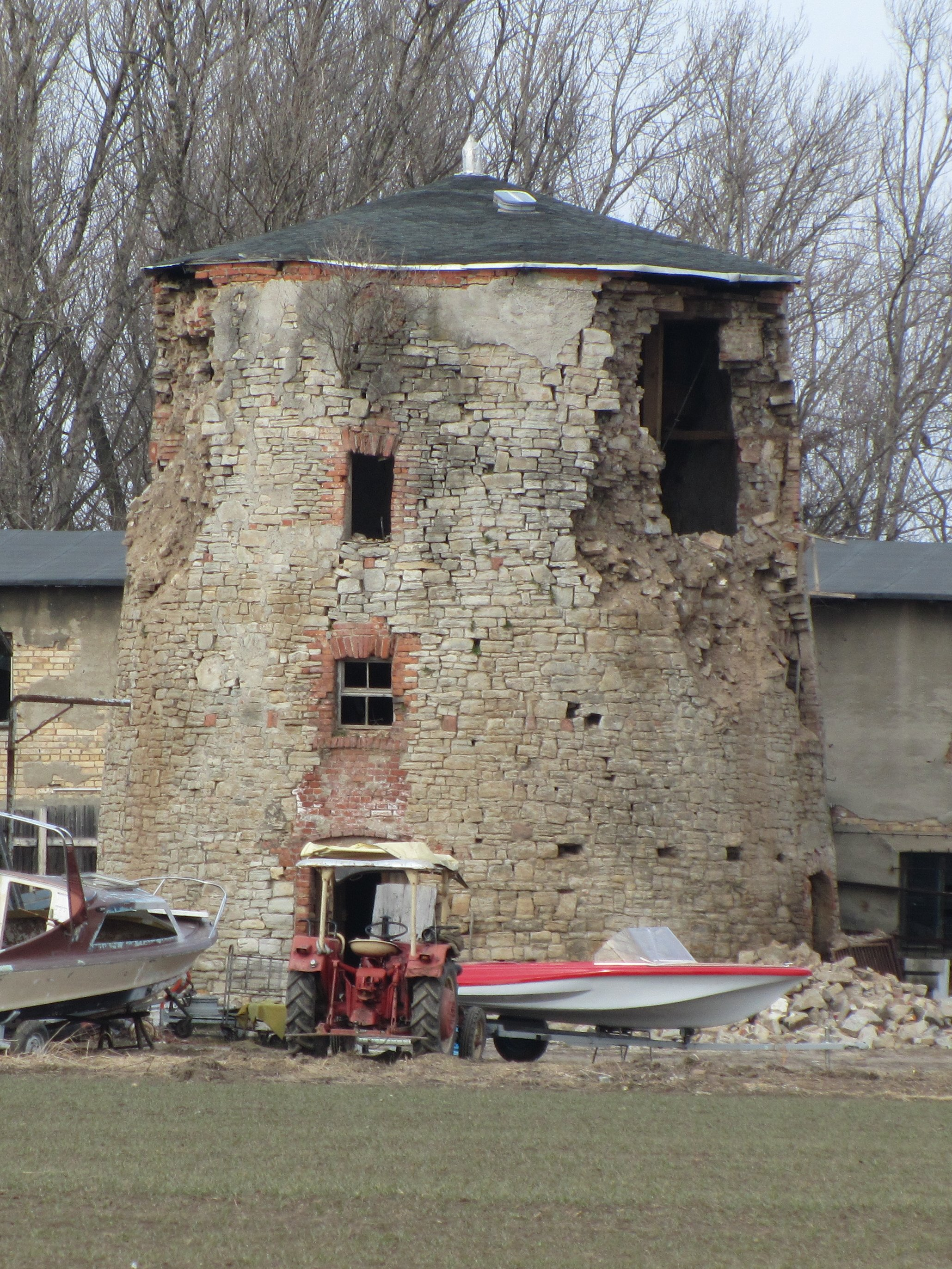
Relikt einer Windmühle in Kreypau, 2011
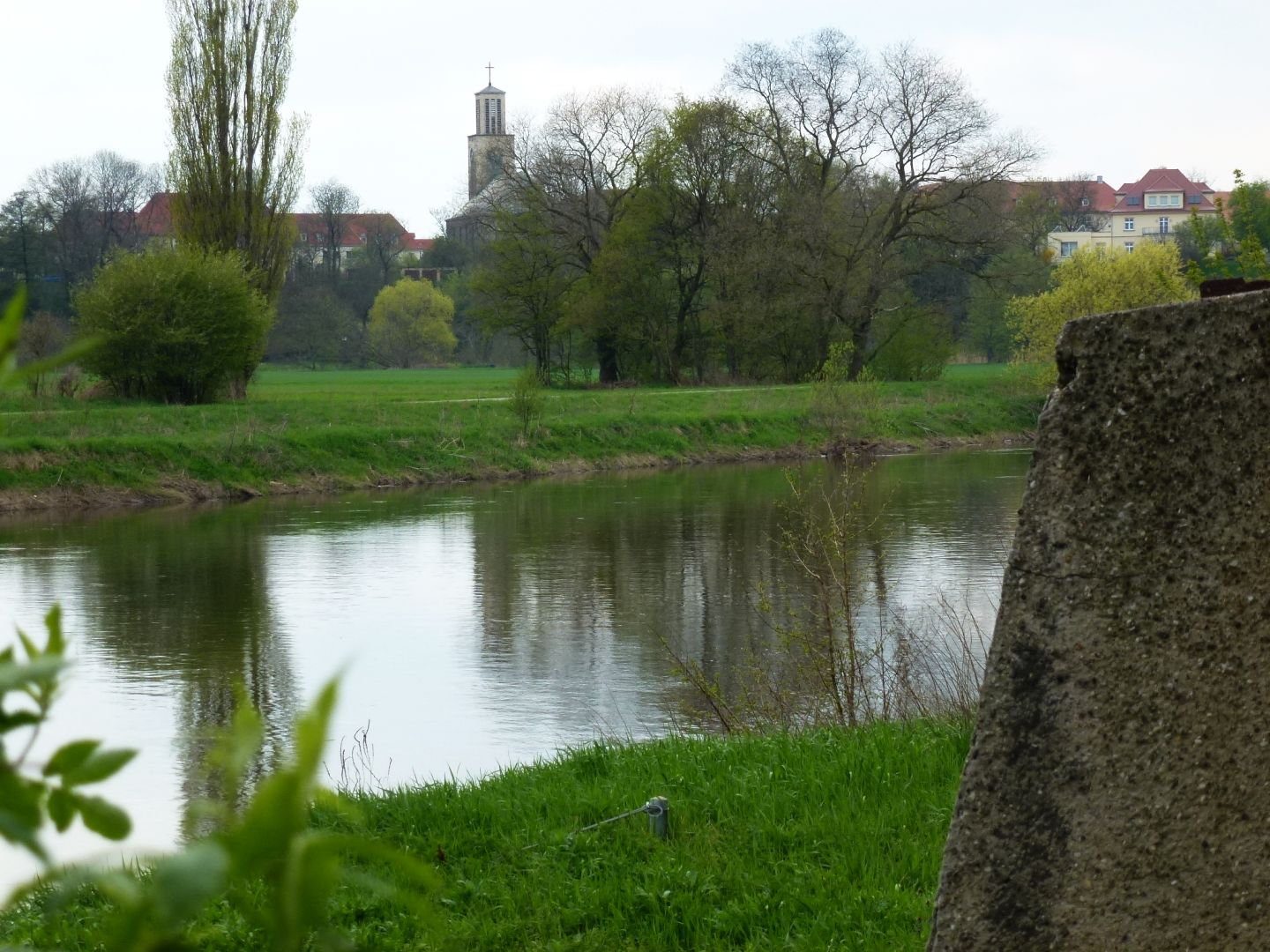
Saale an der ehem. Fährstelle bei Kreypau, im Hintergrund Leuna
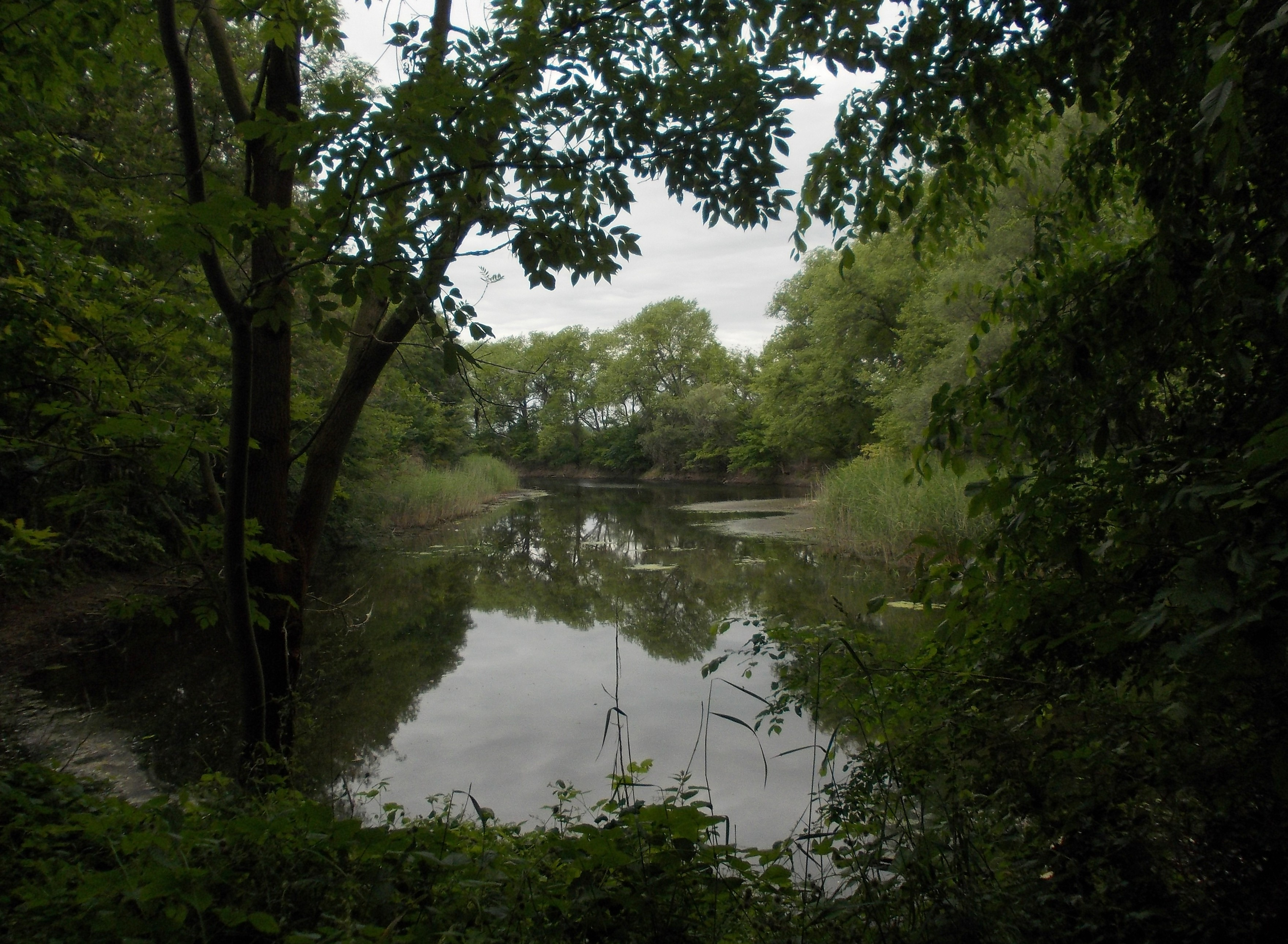
Alter Saalearm bei Kreypau
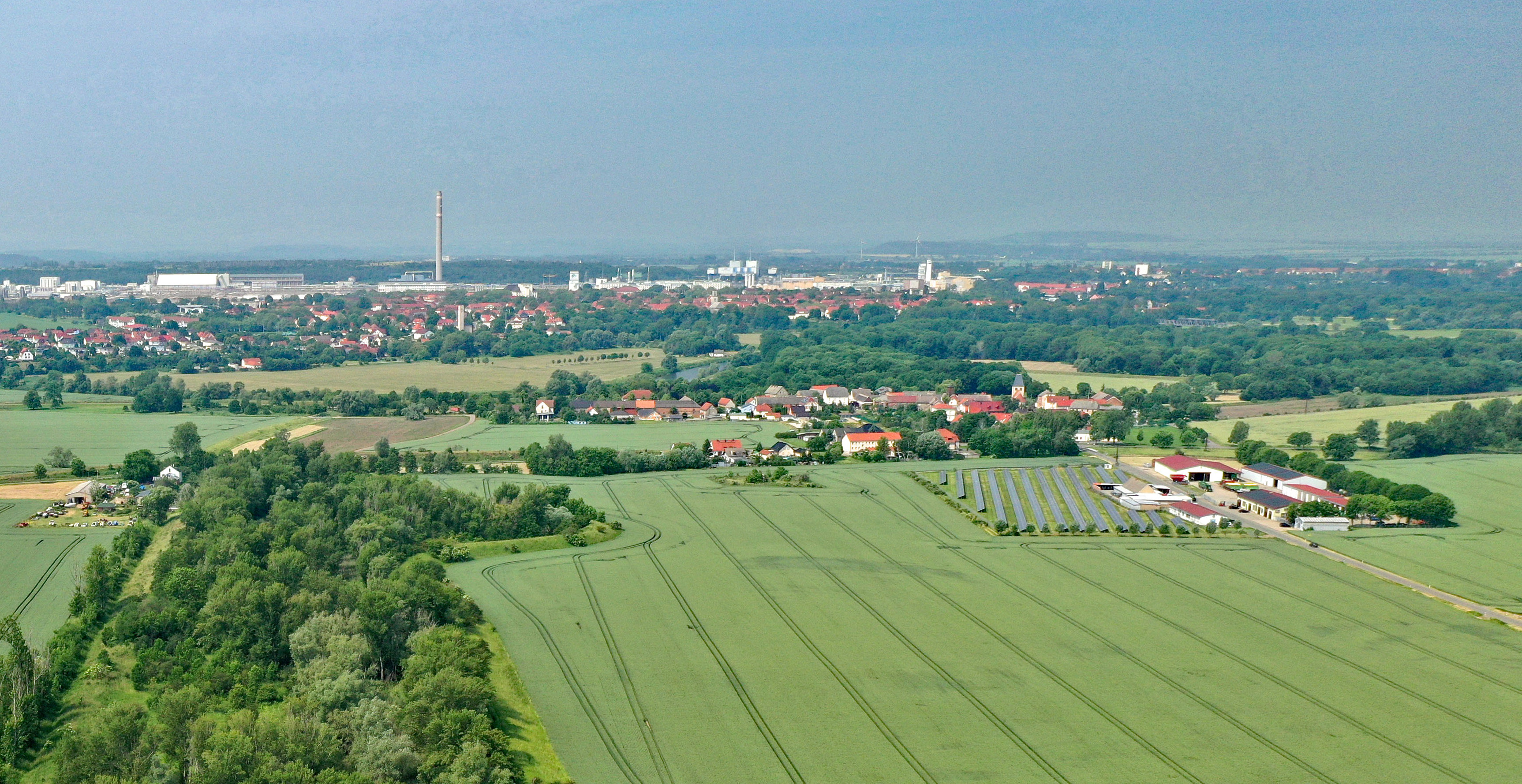
Luftbild 2021 (links der geplante Kanal mit der vorbereiteten unteren Wendestelle für die Lastkähne)
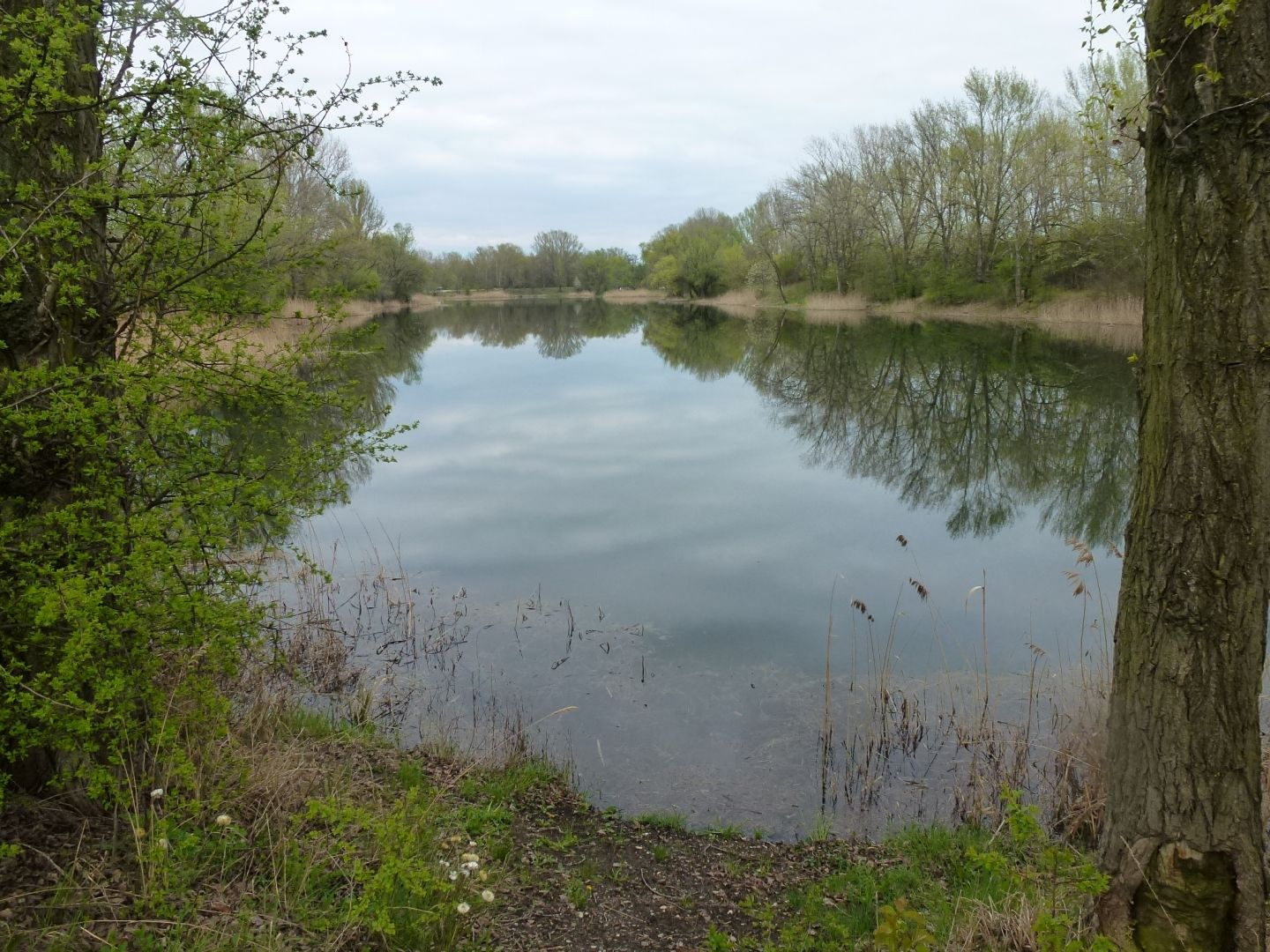
See des Saale-Elster-Kanals bei Wüsteneutzsch
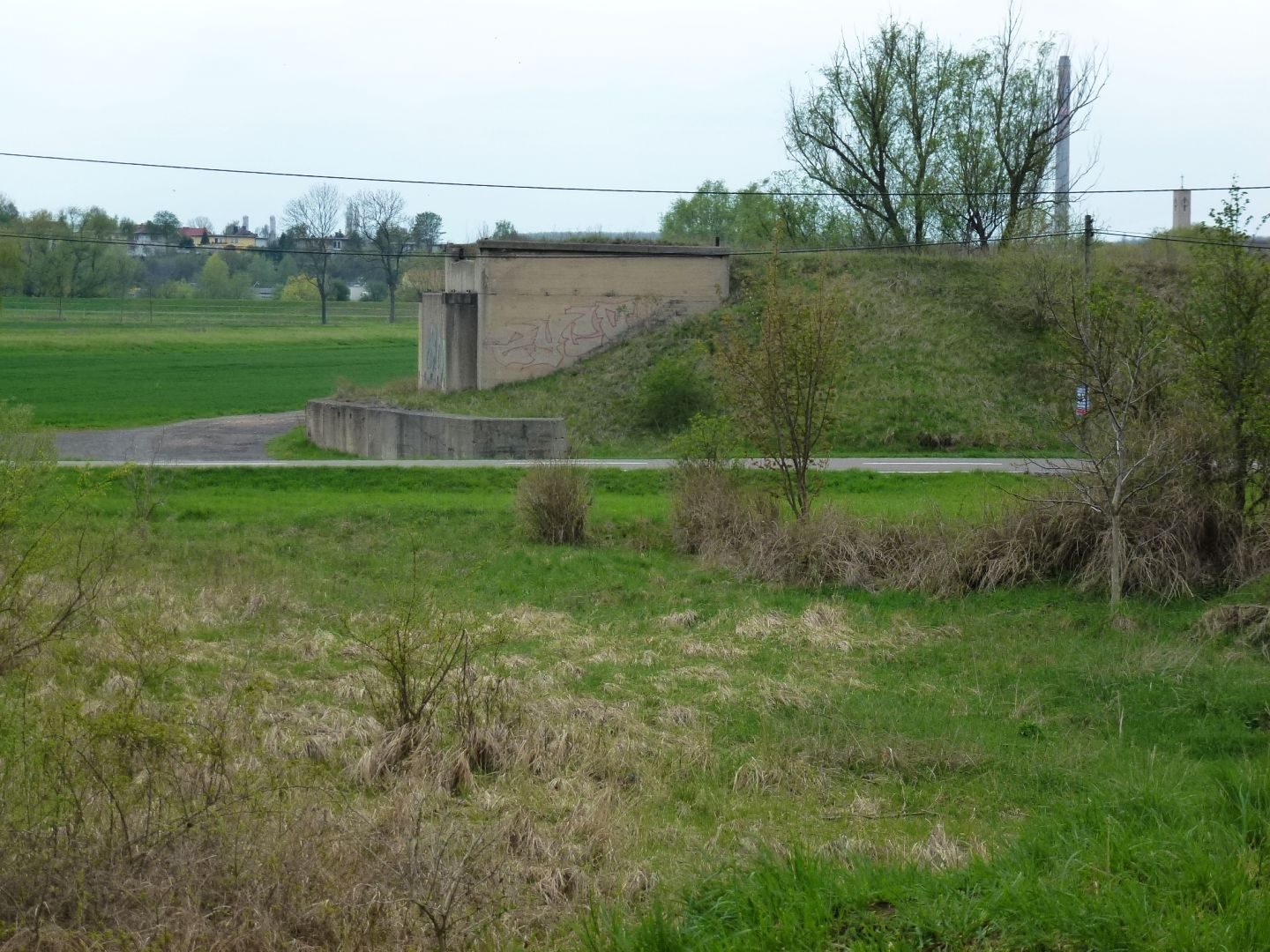
Bauwerk für den Saale-Elster-Kanal in Kreypau, im Hintergrund Leuna am anderen Saaleufer
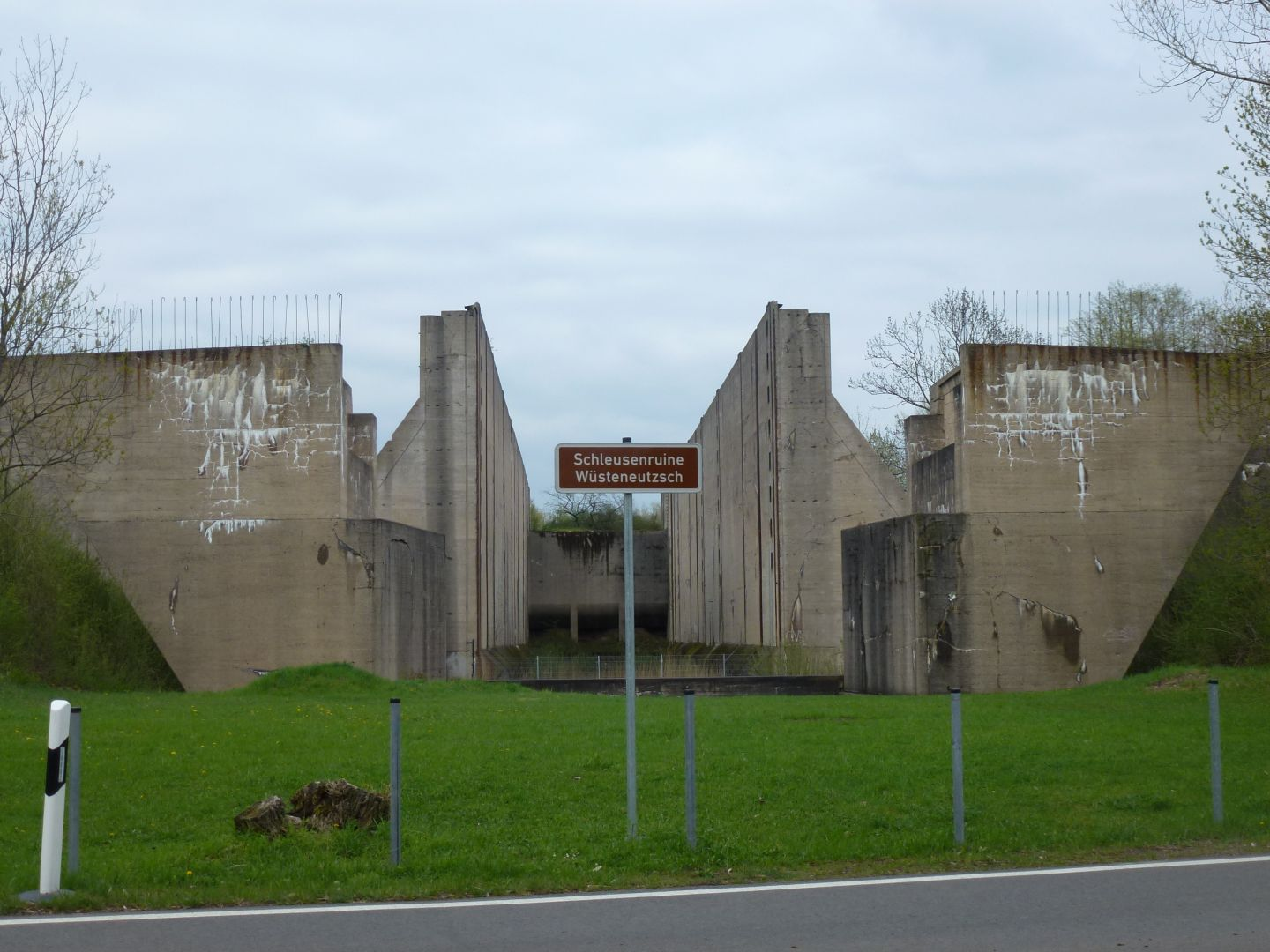
Westseite der Schleusenruine Wüsteneutzsch
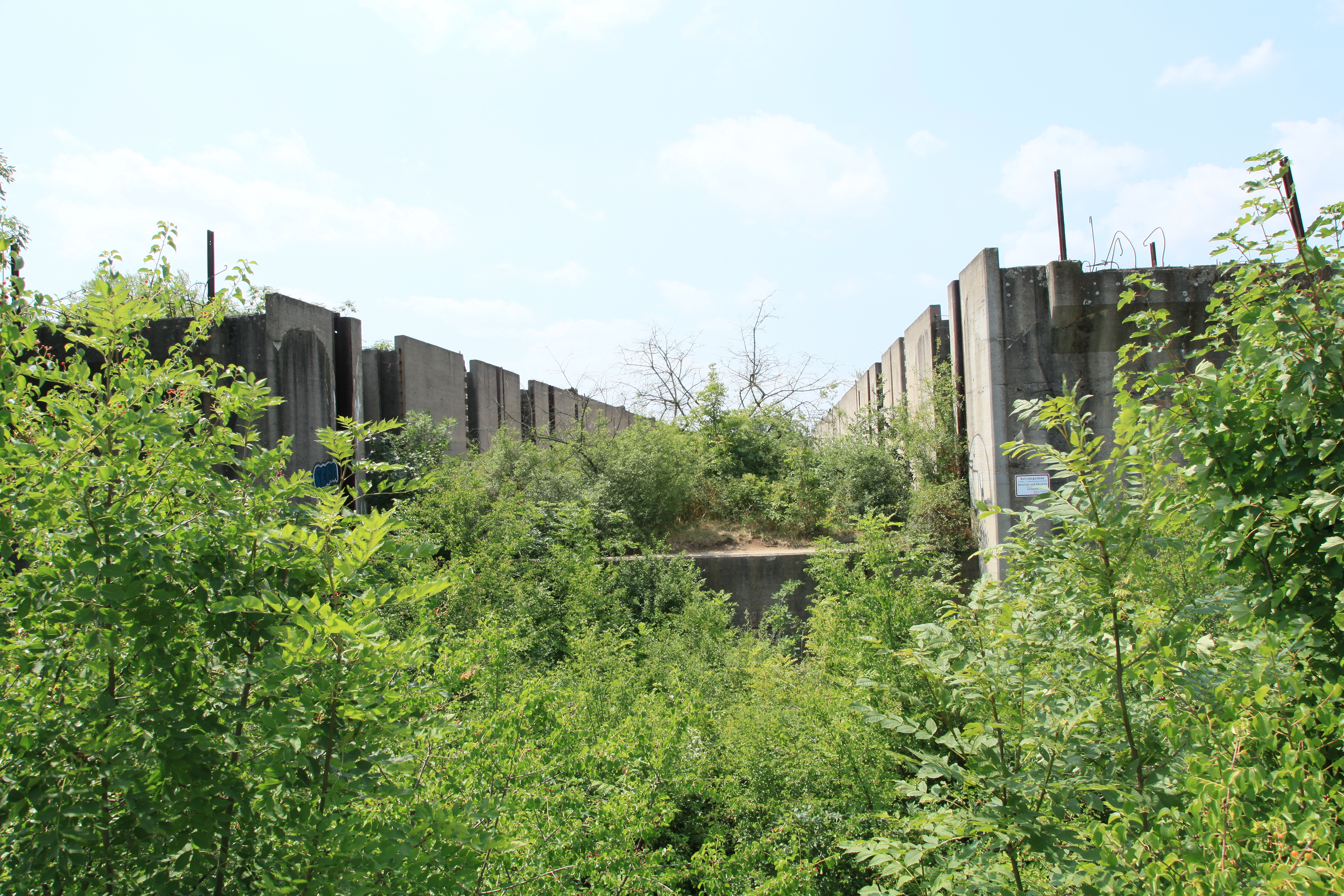
Ostseite der Schleusenruine

## Persönlichkeiten
- Paul Friedrich (* 1856 in Kreypau; † 1918 in Lübeck), Geologe und Gymnasiallehrer